# Wesełyj Chutir
Wesełyj Chutir (ukr. Веселий Хутір) – wieś na Ukrainie, w obwodzie czerkaskim, w rejonie złotonoskim. W 2001 liczyła 729 mieszkańców, wśród których 686 jako ojczysty język wskazało ukraiński, 37 rosyjski, 2 mołdawski, 2 białoruski, 1 polski, a 1 inny.